# Émile Lombard
Émile Lombard (Liège, Bélgica) foi um ciclista belga. Atuou profissionalmente entre os anos de 1904 a 1906.

## Competições
- Tour de France 1904: liderou a segunda etapa da prova.[2]